# Noa Lang
Noa Noëll Lang (ur. 17 czerwca 1999 w Capelle aan den IJssel) – holenderski piłkarz grający na pozycji napastnika w holenderskim klubie PSV Eindhoven.

## Kariera klubowa
Swoją karierę piłkarską Lang rozpoczynał w juniorach takich klubów jak: HION, Feyenoord i AFC Ajax. W 2017 roku stał się członkiem rezerw Ajaksu. 3 kwietnia 2017 zadebiutował w nich w Eerste divisie w wygranym 2:0 domowym meczu z Jong FC Utrecht. W sezonie 2018/2019 został także piłkarzem pierwszego zespołu Ajaksu. 13 marca 2019 zadebiutował w jego barwach w Eredivisie w zwycięskim 2:1 domowym spotkaniu z PEC Zwolle. W sezonie 2018/2019 wywalczył z Ajaksem mistrzostwo Holandii oraz zdobył Puchar Holandii. 1 grudnia 2019 w meczu z FC Twente (5:2) strzelił pierwsze trzy gole w holenderskiej ekstraklasie.
W styczniu 2020 Lang został wypożyczony do FC Twente. Swój debiut w klubie z Enschede zaliczył 26 stycznia 2020 w zremisowanym 1:1 wyjazdowym meczu z PSV. W Twente spędził pół roku.
W październiku 2020 Langa wypożyczono do Club Brugge. W nim swój debiut zanotował 17 października 2020 w zremisowanym 1:1 wyjazdowym meczu ze Standardem Liège. 24 października 2020, w swoim drugim występie w barwach Brugge, przeciwko Oud-Heverlee Leuven (1:2), strzelił swoją pierwszą bramkę w belgijskiej ekstraklasie. W sezonie 2020/2021 został z Brugge mistrzem Belgii i najlepszym strzelcem klubu w sezonie. 1 lipca 2021 został przez Brugge wykupiony za kwotę 6 milionów euro.
| Sezon   | Klub        | Kraj     | Rozgrywki       | Mecze | Gole |
| ------- | ----------- | -------- | --------------- | ----- | ---- |
| 2016/17 | Jong Ajax   | Holandia | Eerste divisie  | 2     | 0    |
| 2017/18 | Jong Ajax   | Holandia | Eerste divisie  | 14    | 2    |
| 2018/19 | AFC Ajax    | Holandia | Eredivisie      | 3     | 0    |
| 2018/19 | Jong Ajax   | Holandia | Eerste divisie  | 22    | 5    |
| 2019/20 | AFC Ajax    | Holandia | Eredivisie      | 5     | 3    |
| 2019/20 | Jong Ajax   | Holandia | Eerste divisie  | 9     | 5    |
| 2020/21 | FC Twente   | Holandia | Eredivisie      | 7     | 1    |
| 2020/21 | AFC Ajax    | Holandia | Eredivisie      | 1     | 0    |
| 2020/21 | Club Brugge | Belgia   | Eerste klasse A | 29    | 16   |

## Kariera reprezentacyjna
Lang występował w reprezentacjach Holandii na różnych szczeblach wiekowych: U-16, U-18, U-19, U-20 i U-21. W 2021 roku wystąpił z kadrą U-21 na Mistrzostwach Europy U-21. 8 października 2021 zadebiutował w reprezentacji Holandii w wygranym 1:0 meczu eliminacji do MŚ 2022 z Łotwą, rozegranym w Rydze. W 62. minucie tego meczu zmienił Stevena Berghuisa.